# Frederick Glyn (4e baron Wolverton)
Frederick Glyn, 4e baron Wolverton (24 septembre 1864 - 3 octobre 1932), est un banquier britannique et un homme politique conservateur. Il est vice-chambellan de la maison sous Arthur Balfour de 1902 à 1905. 

## Biographie
Il est le fils cadet du vice-amiral Henry Carr Glyn, le fils cadet de George Glyn (1er baron Wolverton). Sa mère est Rose Mahoney, fille du révérend Denis Mahoney, de Dromore Castle, comté de Kerry. Il est associé dans l'entreprise bancaire familiale de Glyn, Mills & Co. 
En 1888, Glyn devient baron à la mort prématurée de son frère aîné Henry Glyn et prend place sur les bancs conservateurs de la Chambre des lords. Il sert dans l'administration conservatrice d'Arthur Balfour comme vice-chambellan de la maison de 1902 à 1905. 
Lord Wolverton est nommé sous-lieutenant dans le North Somerset Yeomanry le 29 janvier 1900. Après le déclenchement de la Seconde guerre des Boers, Lord Wolverton rejoint la Yeomanry impériale. Il quitte Southampton à bord du SS Scot fin janvier 1900 et arrive en Afrique du Sud le mois suivant. 
Il est nommé colonel honoraire du 2e (South Middlesex) Volunteer Rifle Corps le 29 août 1903, et lorsque l'unité fusionne à contrecœur avec le 13th (Kensington) Battalion, London Regiment, dans la nouvelle force territoriale en 1908, Wolverton aide à établir un nouveau 10e bataillon, le Middlesex Regiment, et devient colonel honoraire de cette unité,. 

## Famille
Lord Wolverton épouse Edith Amelia, fille de William Ward (1er comte de Dudley), en 1895. Ils ont quatre enfants: 
- George Edward Dudley Carr Glyn (1896–1930), décédé célibataire.
- Marion Feodorovna Louise Glyn (1900-1970), épouse George Villiers, Lord Hyde et est la mère de Laurence Villiers, 7e comte de Clarendon.
- Nigel Reginald Victor Glyn, 5e baron Wolverton (1904-1986), est décédé célibataire.
- Esmé Consuelo Helen Glyn (1908–1991), épouse Lord Rhyl.

Lord Wolverton est décédé en octobre 1932, à l'âge de 68 ans, et est remplacé par son deuxième fils, mais l'aîné survivant, Nigel. Lady Wolverton est décédée en 1956, à l'âge de 83 ans.